# Henry Goes Arizona
Henry Goes Arizona (Brasil: Herdeiro de Peso ) é um filme de faroeste norte-americano de 1939, estrelado por Frank Morgan como um ator que herda o rancho do irmão falecido. Enquanto ajusta-se para o país de lá, ele é ameaçado por uma gangue que anda atrás do rancho. O filme foi dirigido por Edwin L. Marin.

## Elenco
- Frank Morgan - Henry 'Hank' Conroy
- Virginia Weidler - Molly Cullison
- Guy Kibbee - Judge Van Treece
- Slim Summerville - Xerife Parton
- Douglas Fowley - Ricky Dole
- Owen Davis Jr. - Danny Regan